# Neutronen-Transmutationsdotierung
Neutronen-Transmutationsdotierung (NTD, kurz n-Transmutationsdotierung oder „Neutronendotierung“) ist ein Verfahren, um in Silicium eine höchst homogene Dotierung mit Phosphor zu erreichen. Die Dotierung von Galliumarsenid ist mit diesem Verfahren ebenfalls möglich. Das zu dotierende Substrat wird dabei mit thermischen Neutronen aus einer Neutronenquelle beschossen. Die Neutronenquelle kann auf Spallation, Kernspaltung, Kernfusion oder anderen Kernreaktionen wie (α,n) oder (γ,n) beruhen. Letztlich wird hierbei mittels Neutroneneinfang jeweils ein  stabiles Isotop in ein radioaktives Isotop umgewandelt, welches dann mittels Betazerfall in ein Atom des gewünschten Elements umgewandelt wird, es findet also Transmutation statt.

## Prinzip
Das NTD-Verfahren wird im Folgenden anhand von Silicium beschrieben.
Einige der im natürlichen Silicium vorhandenen stabilen 30Si-Isotope absorbieren im Rahmen einer Neutronenanlagerung ein Neutron und werden unter Emission von Gammastrahlung zu 31Si:
{\displaystyle \mathrm {{}^{30}Si\ +n\longrightarrow {}^{31}Si+\gamma } }
Das instabile 31Si-Isotop zerfällt mit einer Halbwertszeit von 2,62 Stunden zu 31P. Dabei werden Elektronen freigesetzt (aus historischen Gründen in diesem Zusammenhang Betastrahlung genannt):
{\displaystyle \mathrm {{}^{31}Si\ {\stackrel {2,62\,\mathrm {h} }{\longrightarrow }}\ {}^{31}P+\beta ^{-}} }

## Nebenreaktionen und mögliche Komplikationen
Die noch während der Neutronenbestrahlung entstehenden Phosphor-Atome sind ebenfalls der Neutronenbestrahlung ausgesetzt, weshalb bei einigen dieser Atome weitere Reaktionen ablaufen, die das transmutierte Material eine Zeit lang radioaktiv machen:
{\displaystyle \mathrm {{}^{31}P\ +n\longrightarrow {}^{32}P+\gamma } }
Die Umwandlung von 32P in 32S erfolgt mit einer Halbwertszeit von 14,3 Tagen:
{\displaystyle \mathrm {{}^{32}P\ {\stackrel {14,3\,\mathrm {d} }{\longrightarrow }}\ {}^{32}S+\beta ^{-}} }
Je nach Verwendungszweck kann nötigenfalls gewartet werden, bis diese Radioaktivität abgeklungen ist, was üblicherweise nach 10 Halbwertszeiten der Fall ist. (Reduktion auf 1/2^10=1/1024 des Ausgangswertes)

## Vor- und Nachteile
Durch die Strahlenschädigung ist das Kristallgitter stark gestört, es wird deshalb in einem nachfolgenden Temperschritt bei 700 bis 800 °C ausgeheilt.
Die Zahl der erzeugten Phosphor-Atome ist proportional der Bestrahlungszeit und dem Neutronenfluss. Zusammen mit der geringen Absorption thermischer Neutronen in Silicium (niedriger Wirkungsquerschnitt) lassen sich so sehr homogen dotierte Proben gewinnen. Das Verfahren wird daher bei der Grunddotierung von Substraten vor allem für Bauelemente der Leistungselektronik eingesetzt.
Das stabile Isotop 30Si hat in Silicium einen Anteil von etwa 3,1 %, die Atomdichte von Silicium beträgt 5·1022 cm−3. Mit dem NTD-Verfahren kann deshalb eine hohe Phosphordotierung von bis zu 1020 cm−3 erreicht werden und hat damit, neben der Homogenität der Dotierung, einen weiteren Vorteil gegenüber anderen Dotierverfahren.

## Verwendete Neutronenquellen
Da das Verfahren gut beherrschbar und sicher ist, wird es weltweit an einigen Forschungsreaktoren angewandt, welche verhältnismäßig preiswert Neutronen bereitstellen. Auch Forschungsreaktoren, welche teilweise Ausbildungs- und Unterrichtszwecken dienen, wie jener des Massachusetts Institute of Technology werden hierfür eingesetzt. Gerade Schwimmbadreaktoren bieten sich durch ihr hohes Maß an passiver Sicherheit, einfache Bedienbarkeit und Zugänglichkeit des Kerns auch bei laufendem Betrieb (zum Hinzufügen oder Entfernen von Targets) besonders an. Leistungsreaktoren, welche vornehmlich der Erzeugung von elektrischer Energie bzw. nuklearer Nah-, Fern- oder Prozesswärme dienen, sind üblicherweise schlechter geeignet, da es bei vielen Reaktoren schwierig oder gänzlich unmöglich ist, Targets bei laufendem Betrieb in den Reaktorkern zu geben oder aus ihm zu entfernen. Dazu kommt, dass das Neutronenspektrum bei höherer Temperatur des Kühlmittels entsprechend „härter“ ist (höherer Anteil schneller Neutronen), was ebenfalls ungünstig für NTD ist. Aufgrund seiner Fähigkeit zu online refueling (Austausch von Brennstoff im laufenden Betrieb) sowie das verhältnismäßig „weiche“ Neutronenspektrum wäre der CANDU – ähnlich wie für die bereits betriebene Produktion von Cobalt-60 durch Neutroneneinfang – hierfür unter den Leistungsreaktoren jedoch am besten geeignet.